# Compsibidion unifasciatum
Compsibidion unifasciatum är en skalbaggsart som först beskrevs av Pierre Émile Gounelle 1909.  Compsibidion unifasciatum ingår i släktet Compsibidion och familjen långhorningar. Inga underarter finns listade i Catalogue of Life.